# Cooper-Test
Der Cooper-Test, benannt nach dem amerikanischen Sportmediziner Kenneth H. Cooper, ist ein anerkannter Test zur Überprüfung der allgemeinen Ausdauer großer Populationen. Es handelt sich um einen Lauf mit einer Dauer von 12 Minuten, bei dem die in dieser Zeit maximal zurückgelegte Distanz ermittelt wird.
Für Sportläufer ist der Test anspruchsvoll, da die zurückgelegte Strecke zwischen einem Mittel- und einem Langstreckenlauf liegt. Der Sportler muss sich einschätzen können, um nicht zu früh zu viel Laktat aufzustauen und in den anaeroben Bereich zu kommen, aber auch nicht zu langsam zu laufen. Der Test dient bei erfahrenen Läufern auch zur Schätzung der maximalen Sauerstoffaufnahme.

## Durchführung des Tests
Als standardisierter Test soll der Cooper-Test unter kontrollierten Bedingungen durchgeführt werden, um reproduzier- und vergleichbare Ergebnisse zu erzielen:
- 400-m-Tartanbahn oder Vergleichbares.
- Außentemperatur 20–25 °C bei einer Luftfeuchtigkeit von maximal 70 %.
- Der Proband muss körperlich gesund sein und darf insbesondere nicht an Erkrankungen der Atemwege leiden.

## Auswertung
Die Tabelle zeigt eine mögliche Auswertung der Ergebnisse nach Alter und zurückgelegter Strecke. Zum Vergleich: Der Weltrekord über 5000 Meter der Männer von Joshua Cheptegei liegt bei 12:35,36 min. Das entspricht rund 4768 Meter in 12 Minuten.
| Cooper-Test (Normalsportler und Junioren) | Cooper-Test (Normalsportler und Junioren) | Cooper-Test (Normalsportler und Junioren) | Cooper-Test (Normalsportler und Junioren) | Cooper-Test (Normalsportler und Junioren) | Cooper-Test (Normalsportler und Junioren) | Cooper-Test (Normalsportler und Junioren) |
| Alter                                     |                                           | Sehr gut                                  | Gut                                       | Durchschnitt                              | Schlecht                                  | Sehr schlecht                             |
| ----------------------------------------- | ----------------------------------------- | ----------------------------------------- | ----------------------------------------- | ----------------------------------------- | ----------------------------------------- | ----------------------------------------- |
| 13–14                                     | M                                         | > 2700 m                                  | 2400–2700 m                               | 2200–2399 m                               | 2100–2199 m                               | < 2100 m                                  |
| 13–14                                     | W                                         | > 2000 m                                  | 1900–2000 m                               | 1600–1899 m                               | 1500–1599 m                               | < 1500 m                                  |
| 15–16                                     | M                                         | > 2700 m                                  | 2500–2700 m                               | 2300–2499 m                               | 2200–2299 m                               | < 2200 m                                  |
| 15–16                                     | W                                         | > 2100 m                                  | 2000–2100 m                               | 1700–1999 m                               | 1600–1699 m                               | < 1600 m                                  |
| 17–19                                     | M                                         | > 3000 m                                  | 2700–3000 m                               | 2500–2699 m                               | 2300–2499 m                               | < 2300 m                                  |
| 17–19                                     | W                                         | > 2300 m                                  | 2100–2300 m                               | 1800–2099 m                               | 1700–1799 m                               | < 1700 m                                  |
| 20–29                                     | M                                         | > 2800 m                                  | 2400–2800 m                               | 2200–2399 m                               | 1600–2199 m                               | < 1600 m                                  |
| 20–29                                     | W                                         | > 2700 m                                  | 2200–2700 m                               | 1800–2199 m                               | 1500–1799 m                               | < 1500 m                                  |
| 30–39                                     | M                                         | > 2700 m                                  | 2300–2700 m                               | 1900–2299 m                               | 1500–1899 m                               | < 1500 m                                  |
| 30–39                                     | W                                         | > 2500 m                                  | 2000–2500 m                               | 1700–1999 m                               | 1400–1699 m                               | < 1400 m                                  |
| 40–49                                     | M                                         | > 2500 m                                  | 2100–2500 m                               | 1700–2099 m                               | 1400–1699 m                               | < 1400 m                                  |
| 40–49                                     | W                                         | > 2300 m                                  | 1900–2300 m                               | 1500–1899 m                               | 1200–1499 m                               | < 1200 m                                  |
| 50+                                       | M                                         | > 2400 m                                  | 2000–2400 m                               | 1600–1999 m                               | 1300–1599 m                               | < 1300 m                                  |
| 50+                                       | W                                         | > 2200 m                                  | 1700–2200 m                               | 1400–1699 m                               | 1100–1399 m                               | < 1100 m                                  |

| Cooper-Test (Trainierte Sportler) | Cooper-Test (Trainierte Sportler) | Cooper-Test (Trainierte Sportler) | Cooper-Test (Trainierte Sportler) | Cooper-Test (Trainierte Sportler) | Cooper-Test (Trainierte Sportler) |
|                                   | Sehr gut                          | Gut                               | Durchschnitt                      | Schlecht                          | Sehr schlecht                     |
| --------------------------------- | --------------------------------- | --------------------------------- | --------------------------------- | --------------------------------- | --------------------------------- |
| Männlich                          | > 3700 m                          | 3400–3700 m                       | 3100–3399 m                       | 2800–3099 m                       | < 2800 m                          |
| Weiblich                          | > 3000 m                          | 2700–3000 m                       | 2400–2699 m                       | 2100–2399 m                       | < 2100 m                          |

## Verwendung
Der Cooper-Test wird z. B. bei der Überprüfung von Hockeyschiedsrichtern, bei der Notenvergabe für Sport-Abiturienten, als Leichtathletiknote an Gymnasien verschiedener deutscher Bundesländer und bei vielen Armeen (z. B. beim österreichischen Bundesheer), der Fremdenlegion (Mindestleistung im Aufnahmetest 2600 m) sowie der deutschen Bundespolizei eingesetzt. Für Fußballschiedsrichter wurde der Cooper-Test inzwischen durch einen neuen Test abgelöst, der die tatsächliche Laufbelastung von Fußballschiedsrichtern besser simuliert (Helsen-Test). Auch im Handball wurde der Cooper-Test abgelöst, und zwar durch den Shuttle-Run-Test, der die Belastung der Schiedsrichter deutlich besser simuliert. Seit dem Schuljahr 2005/06 ist der Cooper-Test für Abiturienten in Berlin Bestandteil der vierteiligen Abschlussprüfung jedes Semesters Sportpraxis.
In Baden-Württemberg gehört der Cooper-Test auch zum Pflichtprogramm in den zweistündigen Kursen in der Oberstufe und muss in den Klassen 11 und 12 (falls G9: in den Klassen 12 und 13) jedes Schulhalbjahr mindestens einmal abgelegt werden (nach Abitur-Maßstab). Auch in den Klassen darunter wird in der Regel jedes Schuljahr ein Cooper-Test durchgeführt.
Nachfolgend findet sich die Punktetabelle des Cooper-Tests für Läufer, die das Sportabitur in Baden-Württemberg erlangen wollen:
| Punkte                              | 15   | 14   | 13   | 12   | 11   | 10   | 9    | 8    | 7    | 6    | 5    | 4    | 3    | 2    | 1    | 0      |
| ----------------------------------- | ---- | ---- | ---- | ---- | ---- | ---- | ---- | ---- | ---- | ---- | ---- | ---- | ---- | ---- | ---- | ------ |
| Jungen, Strecke in m                | 3175 | 3125 | 3075 | 3025 | 2975 | 2925 | 2825 | 2725 | 2625 | 2525 | 2425 | 2325 | 2175 | 2025 | 1875 | < 1875 |
| Differenz zwischen den Punkten in m |      | 50   | 50   | 50   | 50   | 50   | 100  | 100  | 100  | 100  | 100  | 100  | 150  | 150  | 150  |        |
| Mädchen, Strecke in m               | 2675 | 2625 | 2575 | 2525 | 2475 | 2425 | 2325 | 2225 | 2125 | 2025 | 1925 | 1825 | 1675 | 1525 | 1375 | < 1375 |

Laut Wertungstabelle für 12-min-Lauf und 12-min-Schwimmen, Sport-Abitur 2017 (Landesbildungsserver Baden-Württemberg) müssen Mädchen für 15 Punkte nur 2.675 m und für 1 Punkt 1.375 m laufen. Damit brauchen Jungen für 15 Punkte ein mittleres Tempo von 3:46 min/km (15,8 km/h), die Mädchen von 4:28 min/km (13,37 km/h). Um überhaupt einen Punkt zu erlangen, brauchen die Jungen ein Mindesttempo von 6:24 min/km (9,37 km/h), die Mädchen von 8:43 min/km (6,87 km/h).

## Kritik
Der Cooper-Test ist ein normierter Test, der unter Normbedingungen durchgeführt werden muss. Die gängigen Implementierungen des Tests berücksichtigen dies jedoch nicht. Die Ergebnisse einer am Institut für Sport und Sportwissenschaft der Universität Heidelberg abgelegten Magisterarbeit zeigen, dass der Cooper-Test als Test zur Beurteilung der aeroben Ausdauerleistungsfähigkeit keine Gültigkeit besitzt, wenn aerob Untrainierte bzw. Laufunerfahrene, wie z. B. Schüler, getestet werden.